# リモンス
リモンス（remonce）は、クリームバター、フレーバーペースト、砂糖を混ぜ合わせたクリーム。さまざまな伝統的なデニッシュペストリーの詰め物として使用され、ペストリーとともに焼かれる。リモンスは、シナモン（シナモンロールなど）、カルダモン、マジパン、またはアーモンドペーストで風味づけされることもある   。
リモンスはデンマーク由来で、英語では「ロードメイヤーフィリング」とも呼ばれる。